# Бронакі-Петраше
Бронакі-Петраше (пол. Bronaki-Pietrasze) — село в Польщі, у гміні Єдвабне Ломжинського повіту Підляського воєводства.
Населення — 129 осіб (2011).
У 1975-1998 роках село належало до Ломжинського воєводства.

## Демографія
Демографічна структура станом на 31 березня 2011 року:
|          | Загалом | Допрацездатний вік | Працездатний вік | Постпрацездатний вік |
| -------- | ------- | ------------------ | ---------------- | -------------------- |
| Чоловіки | 66      | 15                 | 41               | 10                   |
| Жінки    | 63      | 12                 | 31               | 20                   |
| Разом    | 129     | 27                 | 72               | 30                   |